# محمدجواد جاوید

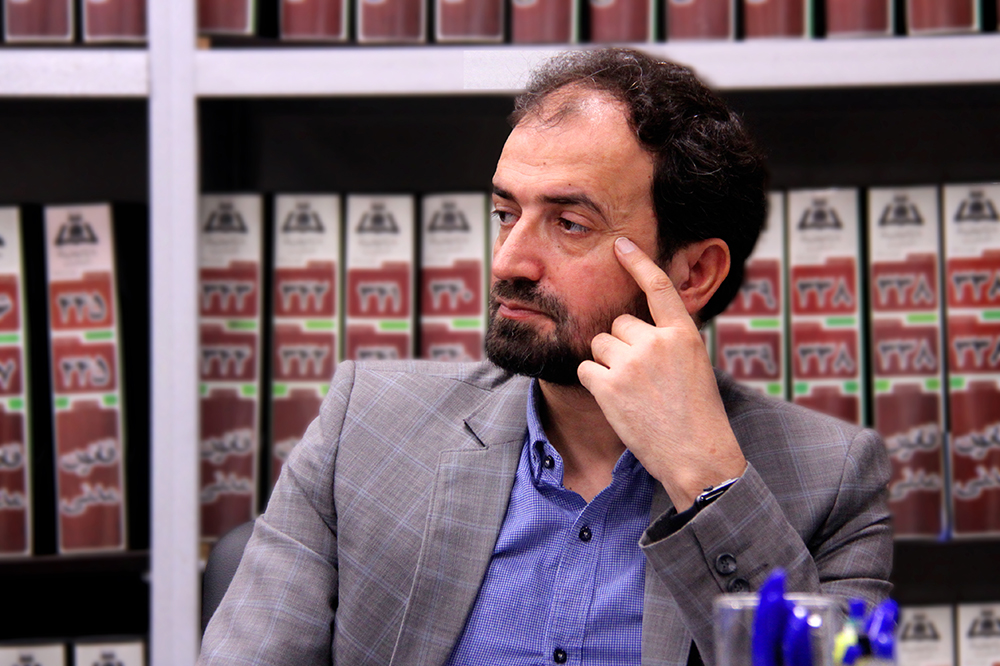
محمد جواد جاوید در پژوهشکده حقوق و قانون ایران

محمدجواد جاوید (متولد ۱۳۵۳) حقوق‌دان و جامعه‌شناس ایرانی و استاد تمام دانشگاه تهران است. وی دانش‌آموختهٔ دورهٔ دکتری جامعه‌شناسی از سوربن فرانسه و نیز دارای دکترای حقوق عمومی از دانشگاه تولوز فرانسه است. او شاگرد میشل مفزولی جامعه‌شناس پست مدرن فرانسه و هنری روسیو حقوق‌دان اساسی فرانسه است. پایان‌نامه او در این خصوص از مهم‌ترین منابع حقوق طبیعی و حقوق الهی به فرانسه تلقی شده‌است. اثر او در نظریه نسبیت در حقوق شهروندی با استقبال و انتقادهای زیادی روبرو شده‌است. حقوق طبیعی در آموزش‌های دانشگاهی ایران معاصر بسیار از آثار او تأثیر پذیرفته‌است.
وی در زمینهٔ جامعه‌شناسی علم حقوق، حقوق عمومی، حقوق طبیعی و الهی تخصص دارد و کتاب روش تحقیق در علم حقوق اثر او از منابع معتبر این درس در دانشگاه‌های ایران است.
جاوید برای نگارش اثری تحت‌عنوان حقوق طبیعی و حقوق الهی به مثابه مبانی مشروعیت سیاسی در مقایسه بین اسلام و مسیحیت برگزیدهٔ جوانِ اولین دورهٔ جشنوارهٔ بین‌المللی فارابی شد. وی هم‌اکنون عضو شورای پژوهش پژوهشکده حقوق و قانون ایران و عضو هیئت تحریریه فصلنامه علمی تخصصی دانشنامه‌های حقوقی نیز است.

## آثار
- «حاکمان پنهان در ایران و جهان.»: مرکز تحقیقات صدا و سیما سروش، ۱۳۷۹.
- «تأملی بر ابعاد عملی و تجربی حجاب.»: پژوهشکده مطالعات فرهنگی، ۱۳۸۳.
- محمدجواد جاوید، اصغر افتخاری، کاووس سید امامی و فرشاد شریعت. «توسعه سیاسی و جوانان: چالش‌ها و چشم‌انداز مطلوب.»: دانشگاه امام صادق (ع)، ۱۳۸۶.
- «نظریه نسبیت در حقوق شهروندی: تحلیلی مبتنی بر اطلاق.»: گرایش، ۱۳۸۸.
- «گفتارهایی در باب حجاب.»: پژوهشکده مطالعات فرهنگی، ۱۳۸۸.
- «روش تحقیق در علم حقوق (به زبان ساده).»: مخاطب، ۱۳۹۱

## مقالات
- «دولت فرهنگ دینی در برابر فربگی دولت بی‌دینی؛ جامعه‌شناسی معناگرایی در فرانسه»، دو فصلنامه دین و ارتباطات، ۱۳۸۶
- «فلسفه حقوق طبیعی انسان در اسلام»، پژوهشنامه حقوق اسلامی، ۱۳۸۶
- «جوانان و مسئله حجاب؛ حق و تکلیف»، همایش بین‌المللی حقوق جوانان در جامعه اسلامی، ۱۳۸۹
- «حقوق بشر معاصر و جهاد ابتدایی در اسلام معاصر»، پژوهشنامه حقوق اسلامی، ۱۳۸۹
- «مبانی اسلامی حقوق انسانی با تأکید بر رویکرد انسان‌شناسی حقوقی»، دومین کنگره ملی علوم انسانی، ۱۳۹۰
- «فرهنگ سیاسی ایران و درآمدی بر وضع حقوق عمومی؛ مطالعه موردی مسئله تفکیک قوا در ایران باستان»، فصلنامه تحقیقات فرهنگی ایران، ۱۳۹۰
- «پژوهشی پیرامون نسبت سنجی حاکمیت قانون در قاموس قانون اساسی و نظام حقوقی جمهوری اسلامی ایران»، پژوهشنامه حقوق اسلامی، ۱۳۹۱
- «نظریه نسبیت در حقوق شهروندی و حقوق طبیعی بشر»، دوفصلنامه حقوق بشر، ۱۳۹۲
- «راهکارهای مشارکت مردم در ادارهٔ حکومت اسلامی»، فصلنامه دانش حقوق عمومی، ۱۳۹۲
- «تکالیف شهروندی در قانون اساسی جمهوری اسلامی ایران»، فصلنامه دانش حقوق عمومی، ۱۳۹۲
- «ضوابط زیست‌محیطی در قراردادهای نفتی»، چهارمین کنفرانس بین‌المللی رویکردهای نوین در نگهداشت انرژی، ۱۳۹۳
- «تعهد رسانه در قبال شفافیت قضایی»، فصلنامه پژوهش حقوق عمومی، ۱۳۹۴
- «هرمنوتیک، حرکت جوهری و فرایند ترجمه»، دوفصلنامه حکمت معاصر، ۱۳۹۴
- «ابعاد نظری و آثار عینی حقوق طبیعی در اسناد و آرای حقوق بشری»، فصلنامه مطالعات حقوق عمومی، ۱۳۹۴
- «دیپلماسی انرژی و جایگاه ایران در منطقه و جهان»، ششمین کنفرانس بین‌المللی رویکردهای نوین در نگهداشت انرژی، ۱۳۹۵
- «فمینیسم اسلامی و مسیله حقوق زنان در اسلام از منظر زنان مسلمان»، همایش آموزه‌های اسلامی، انسان معاصر و نظام خانواده، ۱۳۹۵
- «مبانی حق جنین بر حیات در نظام حقوقی ایران»، دوفصلنامه حقوق بشر و شهروندی، ۱۳۹۵
- «ملاحظات حقوق عمومی در مکتب تومیسم با تأکید بر حاکمیت قانون در دولت دینی»، فصلنامه مطالعات حقوق عمومی، ۱۳۹۵
- «فطرت یا طبیعت بشر مناطی برای سد نسبیت در حقوق بشر»، فصلنامه پژوهش حقوق عمومی، ۱۳۹۵
- «رهیافت متن گرایی در تفسیر حقوقی؛ با تأکید بر قانون اساسی جمهوری اسلامی ایران»، فصلنامه پژوهش حقوق عمومی، ۱۳۹۷
- «تحلیل حقوقی نسبت سنجی حق دسترسی عموم به اطلاعات با تحقق حقوق شهروندی با تأکید بر نظام حقوقی ایران»، فصلنامه پژوهش حقوق عمومی، ۱۳۹۷
- «حق خوشبختی در جبران حقوق طبیعی جانبازان و ایثارگران»، فصلنامه مطالعات حقوق عمومی، ۱۳۹۷
- «تبارشناسی مبانی استدلالی حق و تکلیف وآثار آن در پوزیتیویسم حقوقی (با مطالعه موردی بر مفهوم عدالت حقوقی)»، فصلنامه مطالعات حقوق عمومی، ۱۳۹۸
- «مقایسه کدهای رفتاری اخلاقی شرکت‌های چندملیتی در حقوق بین‌الملل و حقوق اسلامی»، فصلنامه مطالعات حقوق عمومی، ۱۳۹۹